# Organización no gubernamental para el desarrollo
Una organización no gubernamental para el desarrollo (ONGD) es una asociación o comité sin fines de lucro que tiene como objetivo impulsar políticas o actuaciones encaminadas al desarrollo de colectivos excluidos o en riesgo de exclusión, así como a países o comunidades considerados empobrecidos. Sus principales ámbitos de actuación son el bienestar y desarrollo social.
Una ONGD puede estar compuesta tanto por personas naturales como jurídicas (empresas).